# Epidendrum falcatum
Epidendrum falcatum (Lindl., 1840) è una pianta della famiglia delle Orchidacee diffusa in Messico e Honduras.

## Descrizione
È un'orchidea di medio-grandi dimensioni che cresce epifita su alberi della foresta xerofila, oppure litofita negli stessi ambienti. Presenta uno pseudobulbo spesso, nodoso e pendulo che porta un'unica foglia coriacea, carnosa, a forma di falce, stretta, lineare-lanceolata, ad apice acuto. La fioritura avviene in primavera e in estate, con una infiorescenza terminale a racemo, lunga mediamente 5 cm, che si origina dallo pseudobulbo maturo e porta da 4 a 8 fiori che si aprono contemporaneamente. I fiori sono grandi mediamente 8–9 cm, hanno un caratteristico odore di sapone, che sprigionano di notte, sono di colore bianco e presentano il labello trilobato.

## Distribuzione e habitat
La specie è diffusa in Messico e Honduras.
Cresce epifita su pini in foreste xerofile, oppure litofita su pareti di roccia, in territori montani, a quote dai 1000 ai 2100 m sul livello del mare.

## Coltivazione
Questa pianta richiede luce ma non raggi diretti del sole, oltre a temperature calde e irrigazioni nel periodo della fioritura. Nel periodo di riposo è consigliabile abbassare la temperatura e sospendere le irrigazioni.